# Basketball-Weltmeisterschaft der Damen 2002
Die Basketball-Weltmeisterschaft der Damen 2002 (offiziell: World Championship for Women 2002) fand vom 14. bis 25. September 2002 in der Volksrepublik China statt und war die vierzehnte Basketball-Weltmeisterschaft der Frauen unter der Schirmherrschaft des Weltbasketballverbandes FIBA. Ausgetragen wurden die Spiele in insgesamt neun Städten der am Gelben Meer gelegenen Provinz Jiangsu im Osten der Volksrepublik.
Das Weltmeisterschaftsturnier bestritten 16 Nationen. Weltmeister wurden die Vereinigten Staaten, Silber gewann Russland und Bronze ging an Australien.

## Teilnehmende Nationen
Mit Ausnahme der Volksrepublik China, das sich als Gastgeber automatisch qualifizierte, und den Vereinigten Staaten, die sich als amtierender Olympiasieger qualifizierten, wurden die weiteren 14 Teilnehmer durch kontinentale Qualifikationsturniere bestimmt:
| FIBA Europa (5 Teilnehmer): - Frankreich - BR Jugoslawien - Litauen - Russland - Spanien FIBA Amerika (4 Teilnehmer): - Argentinien - Brasilien - Kuba - Vereinigte Staaten (Olympiasieger) | FIBA Asien (4 Teilnehmer): - China (Gastgeber) - Chinesisch Taipeh - Japan - Südkorea FIBA Afrika (2 Teilnehmer): - Senegal - Tunesien FIBA Ozeanien (1 Teilnehmer): - Australien |

## Austragungsorte
Die Partien der Basketball-Weltmeisterschaft der Damen 2002 wurden in den folgenden neun Städten der ostchinesischen Provinz Jiangsu ausgetragen:
| Changshu |

| Changzhou |

| Huaian |

| Nanjing |

| Suzhou |

| Taicang |

| Wuzhong |

| Zhangjiagang |

| Zhenjiang |

|  |

| Changshu |

| Changzhou |

| Huaian |

| Nanjing |

| Suzhou |

| Taicang |

| Wuzhong |

| Zhangjiagang |

| Zhenjiang |

|  |

Sicher bestätigt sind die neun Gastgeberstädte und dass die Finalrunde in Nanjing im Wutaishan Gymnasium stattfand. Für Suzhou, Changzhou, Zhangjiagang und Zhenjiang gibt es starke Indizien, beispielsweise auf der englisch- oder der russischsprachigen Wikipedia-Seite, für die aufgeführten Sportstätten. 
Für Taicang, Changshu, Huaian und Wuzhong sind die Städte als Spielorte dokumentiert, aber bisher konnten keine konkreten Spielstätten recherchiert werden. Sehr wahrscheinlich wurden dort lokale Sportzentren oder Stadthallen (oft auch als Municipal Sports Centers oder Gymnasien bezeichnet) genutzt.

## Vorrunde
In der Vorrunde wurden die Mannschaften in vier Gruppen zu je vier Mannschaften aufgeteilt. Die ersten drei Mannschaften jeder Gruppe qualifizierten sich für die Zwischenrunde. Die vier übrigen Mannschaften spielten in der Zwischenrunde die Platzierungsrunde um die Plätze 13 bis 16.

### Gruppe A (Wuzhong)
Die sechs Partien der Gruppe A wurden in Wuzhong ausgetragen.
| Datum      | Team 1      | Team 2      | Ergebnis | 1. Q. | 2. Q. | 3. Q. | 4. Q. | Verl. |
| ---------- | ----------- | ----------- | -------- | ----- | ----- | ----- | ----- | ----- |
| 14.09.2002 | Argentinien | Japan       | 74:65    | 15:23 | 23:14 | 18:9  | 18:19 | –     |
| 14.09.2002 | Australien  | Spanien     | 73:58    | 15:13 | 22:11 | 14:15 | 22:19 | –     |
| 15.09.2002 | Australien  | Argentinien | 85:53    | 20:8  | 24:16 | 17:13 | 24:16 | –     |
| 15.09.2002 | Spanien     | Japan       | 100:63   | 23:24 | 22:16 | 26:13 | 29:10 | –     |
| 16.09.2002 | Australien  | Japan       | 98:53    | 22:14 | 25:10 | 32:18 | 19:11 | –     |
| 16.09.2002 | Spanien     | Argentinien | 97:55    | 20:11 | 23:14 | 29:18 | 25:12 | –     |

| Platz | Team        | Spiele | Siege | Niederl. | Korbpunkte | Punkte |
| ----- | ----------- | ------ | ----- | -------- | ---------- | ------ |
| 1     | Australien  | 3      | 3     | 0        | 256:164    | 6      |
| 2     | Spanien     | 3      | 2     | 1        | 255:191    | 5      |
| 3     | Argentinien | 3      | 1     | 2        | 182:247    | 4      |
| 4     | Japan       | 3      | 0     | 3        | 181:272    | 3      |

### Gruppe B (Taicang)
Die sechs Partien der Gruppe B wurden in Taicang ausgetragen.
| Datum      | Team 1              | Team 2              | Ergebnis | 1. Q. | 2. Q. | 3. Q. | 4. Q. | Verl. |
| ---------- | ------------------- | ------------------- | -------- | ----- | ----- | ----- | ----- | ----- |
| 14.09.2002 | Brasilien           | Volksrepublik China | 85:73    | 26:13 | 20:16 | 15:26 | 24:18 | –     |
| 14.09.2002 | BR Jugoslawien      | Senegal             | 94:66    | 29:22 | 23:15 | 13:13 | 29:16 | –     |
| 15.09.2002 | Volksrepublik China | BR Jugoslawien      | 72:65    | 20:22 | 22:24 | 18:5  | 12:14 | –     |
| 15.09.2002 | Brasilien           | Senegal             | 93:52    | 26:8  | 21:15 | 18:10 | 28:19 | –     |
| 16.09.2002 | Volksrepublik China | Senegal             | 81:63    | 25:13 | 23:26 | 14:8  | 19:16 | –     |
| 16.09.2002 | Brasilien           | BR Jugoslawien      | 86:75    | 20:17 | 25:15 | 19:22 | 22:21 | –     |

| Platz | Team                | Spiele | Siege | Niederl. | Korbpunkte | Punkte |
| ----- | ------------------- | ------ | ----- | -------- | ---------- | ------ |
| 1     | Brasilien           | 3      | 3     | 0        | 264:200    | 6      |
| 2     | Volksrepublik China | 3      | 2     | 1        | 226:213    | 5      |
| 3     | BR Jugoslawien      | 3      | 1     | 2        | 234:224    | 4      |
| 4     | Senegal             | 3      | 0     | 3        | 181:268    | 3      |

### Gruppe C (Zhangjiagang)
Die sechs Partien der Gruppe C wurden in Zhangjiagang ausgetragen.
| Datum      | Team 1             | Team 2   | Ergebnis | 1. Q. | 2. Q. | 3. Q. | 4. Q. | Verl. |
| ---------- | ------------------ | -------- | -------- | ----- | ----- | ----- | ----- | ----- |
| 14.09.2002 | Litauen            | Taiwan   | 92:80    | 26:18 | 17:17 | 28:24 | 21:21 | –     |
| 14.09.2002 | Vereinigte Staaten | Russland | 89:55    | 23:17 | 25:11 | 21:12 | 20:15 | –     |
| 15.09.2002 | Russland           | Litauen  | 97:61    | 27:25 | 19:15 | 26:8  | 25:13 | –     |
| 15.09.2002 | Vereinigte Staaten | Taiwan   | 80:39    | 19:12 | 23:9  | 17:3  | 21:15 | –     |
| 16.09.2002 | Russland           | Taiwan   | 83:46    | 19:18 | 25:9  | 23:11 | 19:8  | –     |
| 16.09.2002 | Vereinigte Staaten | Litauen  | 105:48   | 32:19 | 19:7  | 33:14 | 21:8  | –     |

| Platz | Team               | Spiele | Siege | Niederl. | Korbpunkte | Punkte |
| ----- | ------------------ | ------ | ----- | -------- | ---------- | ------ |
| 1     | Vereinigte Staaten | 3      | 3     | 0        | 274:142    | 6      |
| 2     | Russland           | 3      | 2     | 1        | 235:196    | 5      |
| 3     | Litauen            | 3      | 1     | 2        | 201:282    | 4      |
| 4     | Taiwan             | 3      | 0     | 3        | 165:255    | 3      |

### Gruppe D (Changshu)
Die sechs Partien der Gruppe D wurden in Changshu ausgetragen.
| Datum      | Team 1     | Team 2   | Ergebnis | 1. Q. | 2. Q. | 3. Q. | 4. Q. | Verl. |
| ---------- | ---------- | -------- | -------- | ----- | ----- | ----- | ----- | ----- |
| 14.09.2002 | Südkorea   | Tunesien | 124:70   | 31:14 | 34:21 | 17:13 | 42:22 | –     |
| 14.09.2002 | Frankreich | Kuba     | 92:61    | 22:12 | 33:20 | 19:19 | 18:10 | –     |
| 15.09.2002 | Südkorea   | Kuba     | 78:71    | 18:21 | 23:19 | 23:20 | 14:11 | –     |
| 15.09.2002 | Frankreich | Tunesien | 131:35   | 31:13 | 24:10 | 39:9  | 37:9  | –     |
| 16.09.2002 | Kuba       | Tunesien | 90:65    | 31:24 | 19:14 | 16:13 | 24:14 | –     |
| 16.09.2002 | Frankreich | Südkorea | 90:89    | 27:24 | 22:15 | 19:14 | 22:27 | –     |

| Platz | Team       | Spiele | Siege | Niederl. | Korbpunkte | Punkte |
| ----- | ---------- | ------ | ----- | -------- | ---------- | ------ |
| 1     | Frankreich | 3      | 3     | 0        | 313:176    | 6      |
| 2     | Südkorea   | 3      | 2     | 1        | 282:231    | 5      |
| 3     | Kuba       | 3      | 1     | 2        | 222:235    | 4      |
| 4     | Tunesien   | 3      | 0     | 3        | 170:345    | 3      |

## Zwischenrunde
Alle Ergebnisse und Punkte aus der Vorrunde wurden übernommen. Die jeweils ersten vier Mannschaften der zwei Zwischenrundengruppen E und F qualifizierten sich für das Viertelfinale. Die vier übrigen Mannschaften spielten die Platzierungsrunde um die Plätze 9 bis 12.

### Gruppe E (Suzhou)
Die neun Partien der Gruppe E wurden in Suzhou im Suzhou Sports Center Gym ausgetragen.
| Datum      | Team 1              | Team 2              | Ergebnis | 1. Q. | 2. Q. | 3. Q. | 4. Q. | Verl. |
| ---------- | ------------------- | ------------------- | -------- | ----- | ----- | ----- | ----- | ----- |
| 18.09.2002 | Volksrepublik China | Spanien             | 72:59    | 19:16 | 10:8  | 17:19 | 26:16 | –     |
| 18.09.2002 | Australien          | BR Jugoslawien      | 93:82    | 18:19 | 28:19 | 27:22 | 20:22 | –     |
| 18.09.2002 | Brasilien           | Argentinien         | 85:39    | 27:7  | 19:12 | 16:9  | 23:11 | –     |
| 19.09.2002 | BR Jugoslawien      | Argentinien         | 83:76    | 17:16 | 17:17 | 25:17 | 24:26 | –     |
| 19.09.2002 | Australien          | Volksrepublik China | 101:72   | 30:23 | 26:19 | 22:11 | 23:19 | –     |
| 19.09.2002 | Spanien             | Brasilien           | 78:68    | 20:19 | 22:16 | 27:21 | 9:12  | –     |
| 20.09.2002 | Volksrepublik China | Argentinien         | 102:55   | 32:16 | 22:9  | 26:14 | 22:16 | –     |
| 20.09.2002 | Spanien             | BR Jugoslawien      | 81:67    | 21:25 | 19:19 | 26:9  | 15:14 | –     |
| 20.09.2002 | Brasilien           | Australien          | 75:74    | 19:21 | 14:16 | 21:15 | 21:22 | –     |

| Platz | Team                | Spiele | Siege | Niederl. | Korbpunkte | Punkte |
| ----- | ------------------- | ------ | ----- | -------- | ---------- | ------ |
| 1     | Brasilien           | 6      | 5     | 1        | 492:391    | 11     |
| 2     | Australien          | 6      | 5     | 1        | 524:393    | 11     |
| 3     | Volksrepublik China | 6      | 4     | 2        | 472:428    | 10     |
| 4     | Spanien             | 6      | 4     | 2        | 473:398    | 10     |
| 5     | BR Jugoslawien      | 6      | 2     | 4        | 466:474    | 8      |
| 6     | Argentinien         | 6      | 1     | 5        | 352:517    | 7      |

### Gruppe F (Changzhou)
Die neun Partien der Gruppe F wurden in Changzhou ausgetragen.
| Datum      | Team 1             | Team 2     | Ergebnis | 1. Q. | 2. Q. | 3. Q. | 4. Q. | Verl. |
| ---------- | ------------------ | ---------- | -------- | ----- | ----- | ----- | ----- | ----- |
| 18.09.2002 | Russland           | Südkorea   | 92:47    | 28:15 | 20:4  | 20:15 | 24:13 | –     |
| 18.09.2002 | Vereinigte Staaten | Kuba       | 87:44    | 26:13 | 17:10 | 22:14 | 22:7  | –     |
| 18.09.2002 | Frankreich         | Litauen    | 71:63    | 16:20 | 17:15 | 19:16 | 19:12 | –     |
| 19.09.2002 | Litauen            | Kuba       | 63:60    | 17:18 | 8:11  | 21:13 | 17:18 | –     |
| 19.09.2002 | Vereinigte Staaten | Südkorea   | 91:53    | 28:15 | 25:18 | 25:18 | 13:2  | –     |
| 19.09.2002 | Russland           | Frankreich | 74:59    | 21:23 | 21:15 | 18:8  | 14:13 | –     |
| 20.09.2002 | Südkorea           | Litauen    | 76:70    | 21:15 | 18:13 | 17:10 | 20:32 | –     |
| 20.09.2002 | Russland           | Kuba       | 81:66    | 19:19 | 19:23 | 23:12 | 20:12 | –     |
| 20.09.2002 | Vereinigte Staaten | Frankreich | 101:68   | 27:20 | 22:11 | 22:20 | 30:17 | –     |

| Platz | Team               | Spiele | Siege | Niederl. | Korbpunkte | Punkte |
| ----- | ------------------ | ------ | ----- | -------- | ---------- | ------ |
| 1     | Vereinigte Staaten | 6      | 6     | 0        | 553:307    | 12     |
| 2     | Russland           | 6      | 5     | 1        | 482:368    | 11     |
| 3     | Frankreich         | 6      | 4     | 2        | 511:414    | 10     |
| 4     | Südkorea           | 6      | 3     | 3        | 458:484    | 9      |
| 5     | Litauen            | 6      | 2     | 4        | 397:489    | 8      |
| 6     | Kuba               | 6      | 1     | 5        | 392:466    | 7      |

### Platzierungsspiele (Platz 13 bis 16)
Die vier Platzierungsspiele zur Bestimmung von Platz 13 bis 16 wurden in Huaian ausgetragen.
| Datum      | Team 1 | Team 2   | Ergebnis | 1. Q. | 2. Q. | 3. Q. | 4. Q. | Verl. |
| ---------- | ------ | -------- | -------- | ----- | ----- | ----- | ----- | ----- |
| 19.09.2002 | Japan  | Senegal  | 91:89    | 22:20 | 21:20 | 19:27 | 29:22 | –     |
| 19.09.2002 | Taiwan | Tunesien | 107:70   | 24:10 | 27:24 | 28:19 | 28:17 | –     |

#### Spiel um Platz 15
| Datum      | Team 1  | Team 2   | Ergebnis | 1. Q. | 2. Q. | 3. Q. | 4. Q. | Verl. |
| ---------- | ------- | -------- | -------- | ----- | ----- | ----- | ----- | ----- |
| 20.09.2002 | Senegal | Tunesien | 87:52    | 26:18 | 25:15 | 15:14 | 21:5  | –     |

#### Spiel um Platz 13
| Datum      | Team 1 | Team 2 | Ergebnis | 1. Q. | 2. Q. | 3. Q. | 4. Q. | Verl. |
| ---------- | ------ | ------ | -------- | ----- | ----- | ----- | ----- | ----- |
| 20.09.2002 | Japan  | Taiwan | 76:61    | 21:13 | 13:20 | 18:15 | 24:13 | –     |

## Finalrunde
Die vier Platzierungsspiele zur Bestimmung von Platz 9 bis 12 wurden in Zhenjiang ausgetragen. Alle weiteren Partien der Finalrunde wurden in Nanjing im Wutaishan Gymnasium ausgetragen.

### Viertelfinale
| Datum      | Team 1             | Team 2              | Ergebnis | 1. Q. | 2. Q. | 3. Q. | 4. Q. | Verl. |
| ---------- | ------------------ | ------------------- | -------- | ----- | ----- | ----- | ----- | ----- |
| 23.09.2002 | Südkorea           | Brasilien           | 71:70    | 15:25 | 20:21 | 15:10 | 21:14 | –     |
| 23.09.2002 | Russland           | Volksrepublik China | 86:70    | 16:14 | 15:30 | 29:19 | 26:7  | –     |
| 23.09.2002 | Australien         | Frankreich          | 78:52    | 22:12 | 22:14 | 18:19 | 16:7  | –     |
| 23.09.2002 | Vereinigte Staaten | Spanien             | 94:55    | 24:11 | 25:18 | 25:13 | 20:13 | –     |

### Halbfinale
| Datum      | Team 1             | Team 2     | Ergebnis | 1. Q. | 2. Q. | 3. Q. | 4. Q. | Verl. |
| ---------- | ------------------ | ---------- | -------- | ----- | ----- | ----- | ----- | ----- |
| 24.09.2002 | Russland           | Südkorea   | 70:53    | 22:14 | 22:16 | 15:13 | 11:10 | –     |
| 24.09.2002 | Vereinigte Staaten | Australien | 71:56    | 17:17 | 22:12 | 17:15 | 15:12 | –     |

### Platzierungsspiele (Platz 9 bis 12)
| Datum      | Team 1      | Team 2         | Ergebnis | 1. Q. | 2. Q. | 3. Q. | 4. Q. | Verl. |
| ---------- | ----------- | -------------- | -------- | ----- | ----- | ----- | ----- | ----- |
| 23.09.2002 | Kuba        | BR Jugoslawien | 76:74    | 25:19 | 14:21 | 19:23 | 18:11 | –     |
| 23.09.2002 | Argentinien | Litauen        | 71:65    | 24:21 | 13:16 | 13:14 | 21:14 | –     |

#### Spiel um Platz 11
| Datum      | Team 1  | Team 2         | Ergebnis | 1. Q. | 2. Q. | 3. Q. | 4. Q. | Verl. |
| ---------- | ------- | -------------- | -------- | ----- | ----- | ----- | ----- | ----- |
| 24.09.2002 | Litauen | BR Jugoslawien | 83:62    | 22:10 | 26:16 | 19:18 | 16:18 | –     |

#### Spiel um Platz 9
| Datum      | Team 1 | Team 2      | Ergebnis | 1. Q. | 2. Q. | 3. Q. | 4. Q. | Verl. |
| ---------- | ------ | ----------- | -------- | ----- | ----- | ----- | ----- | ----- |
| 24.09.2002 | Kuba   | Argentinien | 92:71    | 20:20 | 28:11 | 21:12 | 23:28 | –     |

### Platzierungsspiele (Platz 5 bis 8)
| Datum      | Team 1              | Team 2     | Ergebnis | 1. Q. | 2. Q. | 3. Q. | 4. Q. | Verl. |
| ---------- | ------------------- | ---------- | -------- | ----- | ----- | ----- | ----- | ----- |
| 24.09.2002 | Volksrepublik China | Brasilien  | 81:80    | 25:20 | 20:18 | 13:23 | 23:19 | –     |
| 24.09.2002 | Spanien             | Frankreich | 69:59    | 21:16 | 15:20 | 16:12 | 17:11 | –     |

#### Spiel um Platz 7
| Datum      | Team 1    | Team 2     | Ergebnis | 1. Q. | 2. Q. | 3. Q. | 4. Q. | Verl. |
| ---------- | --------- | ---------- | -------- | ----- | ----- | ----- | ----- | ----- |
| 25.09.2002 | Brasilien | Frankreich | 74:65    | 25:16 | 22:16 | 17:9  | 10:24 | –     |

#### Spiel um Platz 5
| Datum      | Team 1  | Team 2              | Ergebnis | 1. Q. | 2. Q. | 3. Q. | 4. Q. | Verl. |
| ---------- | ------- | ------------------- | -------- | ----- | ----- | ----- | ----- | ----- |
| 25.09.2002 | Spanien | Volksrepublik China | 91:72    | 25:14 | 24:24 | 16:19 | 26:15 | –     |

### Medaillenspiele

#### Spiel um Platz 3
| Datum      | Team 1     | Team 2   | Ergebnis | 1. Q. | 2. Q. | 3. Q. | 4. Q. | Verl. |
| ---------- | ---------- | -------- | -------- | ----- | ----- | ----- | ----- | ----- |
| 25.09.2002 | Australien | Südkorea | 91:63    | 26:18 | 20:15 | 21:15 | 24:15 | –     |

#### Finale
| Datum      | Team 1             | Team 2   | Ergebnis | 1. Q. | 2. Q. | 3. Q. | 4. Q. | Verl. |
| ---------- | ------------------ | -------- | -------- | ----- | ----- | ----- | ----- | ----- |
| 25.09.2002 | Vereinigte Staaten | Russland | 79:74    | 25:15 | 23:20 | 17:20 | 14:19 | –     |

## Endstand
Der offizielle Endstand zum Abschluss des Turniers:
| Rang   | Team               | Bilanz | WM-Teilnahme |
| ------ | ------------------ | ------ | ------------ |
| Gold   | Vereinigte Staaten | 9:0    | 13.          |
| Silber | Russland           | 7:2    | 2.           |
| Bronze | Australien         | 7:2    | 11.          |
| 4      | Südkorea           | 4:5    | 11.          |
| 5      | Spanien            | 6:3    | 3.           |
| 6      | China              | 5:4    | 6.           |
| 7      | Brasilien          | 6:3    | 13.          |
| 8      | Frankreich         | 4:5    | 6.           |
| 9      | Kuba               | 3:5    | 9.           |
| 10     | Argentinien        | 2:6    | 6.           |
| 11     | Litauen            | 3:5    | 2.           |
| 12     | BR Jugoslawien     | 2:6    | 1.           |
| 13     | Japan              | 2:3    | 10.          |
| 14     | Chinesisch Taipeh  | 1:4    | 3.           |
| 15     | Senegal            | 1:4    | 5.           |
| 16     | Tunesien           | 0:5    | 1.           |

## Statistiken

### Punkte pro Spiel
| Rank | Name            | Land               | Spiele | Punkte | Schnitt |
| ---- | --------------- | ------------------ | ------ | ------ | ------- |
| 1    | Lauren Jackson  | Australien         | 9      | 208    | 23,11   |
| 2    | Jelena Baranowa | Russland           | 9      | 163    | 18,11   |
| 3    | Mutsuko Nagata  | Japan              | 5      | 87     | 17,40   |
| 4    | Lisa Leslie     | Vereinigte Staaten | 9      | 155    | 17,22   |
| 5    | Awa Guèye       | Senegal            | 5      | 86     | 17,20   |

## Ehrungen
- Lisa Leslie (USA) wurde als wertvollste Spielerin des Turniers (MVP) ausgezeichnet.
- Ins All-Tournament Team wurden neben Lisa Leslie (Center) auch deren Teamkollegin Shannon Johnson (Guard), Amaya Valdemoro (Guard) aus Spanien, Elena Baranova (Forward) aus Russland und Lauren Jackson (Forward) aus Australien gewählt.